# Le Château de la peur
Pour plus de détails, voir Fiche technique et Distribution.
Le Château de la peur est un film muet français réalisé par Louis Feuillade et sorti en 1912.

## Fiche technique
- Titre : Le Château de la peur
- Réalisation : Louis Feuillade
- Scénario : Louis Feuillade
- Société de production : Société des Établissements L. Gaumont
- Pays d'origine :  France
- Langue : film muet avec les intertitres en français
- Format : Noir et blanc — 35 mm — 1,33:1 — Muet
- Métrage :
- Genre : Film dramatique
- Durée :
- Date de sortie : 
  -  France : avril 1912

## Distribution
- Yvette Andréyor
- Renée Carl
- Jeanne Marie-Laurent
- Marthe Vinot